# Henuttaui C
Henuttaui, o Henettaui, (ḥn.t t3.wy, "Senyora de les dues terres") va ser una princesa i sacerdotessa egipcia durant la XXI dinastia.
| V28 | W10 · X1 | Z4 · N16 | B1 |

| V28 | W10 · X1 | Z4 · N16 | B1 |

Henuttaui era probablement una filla del Summe Sacerdot d'Amon Menkheperre i d'Isetemkheb C, filla del faraó Psusennes I. Es va casar probablement amb el seu germà Esmendes II, que es va convertir en Summe Sacerdot d'Amon després de la mort del seu pare. La parella va tenir almenys una filla, Isetemkheb E.
Henuttaui posseïa nombrosos títols, com a Preceptora d'Amon, Cap de la Casa, Cap de l'Harim d'Amon, Flautista de Mut, Mare del Déu de Khonsu. Henuttaui va morir ja gran quan tenia al voltant de 70 anys, i va ser enterrada a la necròpolis de Deir el-Bahari, a prop del temple mortuari de Hatshepsut. La seva tomba (MMA 60) va ser saquejada en l'antiguitat i va ser redescoberta el 1923-24 per una expedició dirigida per Herbert E. Winlock. Les joies feia temps que ja no hi eren, però la mòmia, els taüts i part de l'equipament funerari van ser portats al Museu Metropolità de Nova York, on es troben avui en dia. Més tard, algunes de les peces mortuòries de Henuttaui van ser lliurades al Museu de Belles Arts de Boston (acc. no. 65.1737).

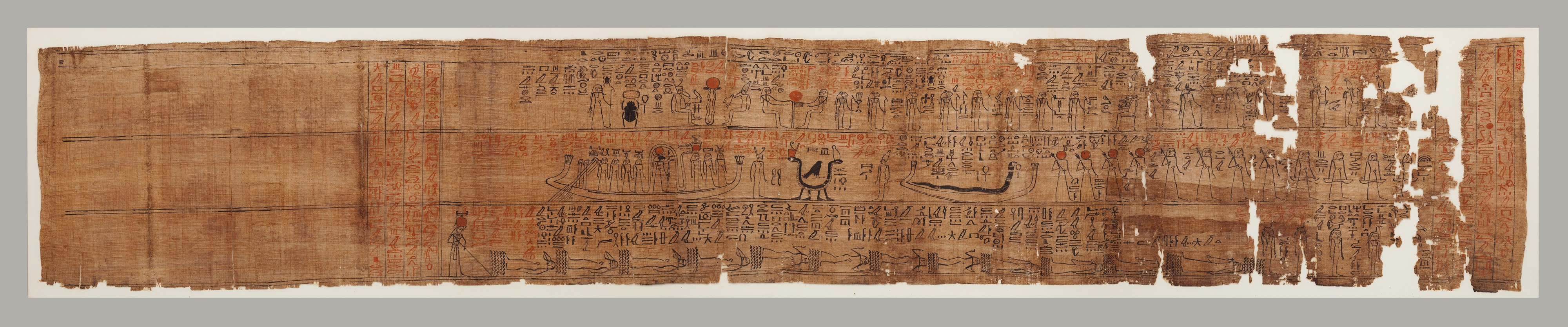
"Amduat "Papir d'Henettawy, filla d'Isememkheb.

Segons Kenneth Kitchen, és probable que sigui la mateixa Henuttaui que s'esmenta com a beneficiària d'un decret esculpit al desè piló del complex d'Amon-Ra a Karnak, i emès els anys 5, 6 i 8 d'un rei sense nom (possiblement Siamon) quan el Summe Sacerdot d'Amon a Tebes, Pinedjem II, va successir a Esmendes II. Les inscripcions no esmenten cap títol, però a partir d'aquests queda clar que Henuttaui i la seva filla Isetemkheb van heretar la propietat d'un home anomenat Esmendes, probablement el seu marit desaparegut (Esmendes II).